# 呉敏霞
呉 敏霞（ご びんか、ウー・ミンシア、1985年11月10日 - ）は、中華人民共和国上海出身の飛込競技選手。2004年アテネオリンピックおよび2008年北京オリンピックの3mシンクロナイズド板飛込みで郭晶晶とともに金メダルを獲得した。

## 経歴
- オリンピック
  - 2004年アテネオリンピック
    - 3m板飛込み 銀メダル
    - 3mシンクロナイズド板飛込み 金メダル

  - 2008年北京オリンピック
    - 3m板飛込み 銅メダル
    - 3mシンクロナイズド板飛込み 金メダル

  - 2012年ロンドンオリンピック
    - 3m板飛込み 金メダル
    - 3mシンクロナイズド板飛込み 金メダル

  - 2016年リオデジャネイロオリンピック
    - 3mシンクロナイズド板飛込み 金メダル
- 世界選手権
  - 2001年
    - 1m板飛込み 銀メダル
    - 3mシンクロナイズド板飛込み 金メダル

  - 2003年
    - 3m板飛込み 銅メダル
    - 3mシンクロナイズド板飛込み 金メダル

  - 2005年
    - 1m板飛込み 銀メダル
    - 3m板飛込み 銀メダル

  - 2007年
    - 3m板飛込み 銀メダル
    - 3mシンクロナイズド板飛込み 金メダル

  - 2009年
    - 1m板飛込み 銀メダル
    - 3mシンクロナイズド板飛込み 金メダル

  - 2011年
    - 3m板飛込み 金メダル
    - 3mシンクロナイズド板飛込み 金メダル

  - 2013年
    - 3mシンクロナイズド板飛込み 金メダル

  - 2015年
    - 3mシンクロナイズド板飛込み 金メダル